# Регулярний простір
Регулярний простір і простір {\displaystyle T_{3}} — топологічні простори, що характеризуються виконанням досить сильних аксіом віддільності.

## Означення
Топологічний простір простір {\displaystyle X} називається регулярним простором, якщо він задовольняє умову віддільності точок від замкнутих множин, тобто для кожної замкнутої множини {\displaystyle F\subseteq X} і точки {\displaystyle x\in X\setminus F} існують відкриті множини {\displaystyle U,V\subseteq X,} що не перетинаються і {\displaystyle x\in U} і {\displaystyle F\subseteq V{:}}

Точка x і замкнута множина F відокремлюються за допомогою околів U і V, що зображені великими кругами, які не перетинаються.

Також у цьому випадку кажуть, що точка {\displaystyle x} і замкнута множина {\displaystyle F} розрізняються за допомогою відкритих множин {\displaystyle U,V}.
Топологічний простір {\displaystyle X} називається гаусдорфовим регулярним простором або простором {\displaystyle T_{3}} тоді і тільки тоді, коли {\displaystyle X} є регулярним простором і також гаусдорфовим простором.
Еквівалентно регулярний простір є простором {\displaystyle T_{3},} якщо він є задовольняє аксіому {\displaystyle T_{0}.} Дійсно кожен простір Гаусдорфа є простором {\displaystyle T_{0}.} Навпаки регулярний простір {\displaystyle T_{0}} є гаусдорфовим. Це випливає з того, що для таких просторів із двох різних точок, хоча б одна не залежить замиканню іншої (наслідок аксіоми {\displaystyle T_{0}} ) і з регулярності випливає, що існують відкриті множини, що не перетинаються і відокремлюють вказані точку і замикання іншої. Ці ж множини задовольняють умову в означення просторів Гаусдорфа.
В літературі немає однозначності щодо використання термінів. Іноді регулярним простором можуть називати простір, що також є гаусдорфовим, також простором {\displaystyle T_{3}} можуть називати як регулярний (не обов'язково гаусдорфів), так і гаусдорфів регулярний простір.
Топологічний простір у якому кожна точка має відкритий окіл, що є регулярним простором називається локально регулярним простором.

## Приклади
- Більшість типових прикладів у математичному аналізі є просторами {\displaystyle T_{3}.} Серед таких прикладів зокрема: простір дійсних чисел із стандартною топологією, евклідові простори, метричні і метризовні простори. Псевдометричні простори є регулярними але можуть не бути гаусдорфовими.
- Довільна множина із антидискретною топологією є гаусдорфовим регулярним простором.
- Компактні і локально компактні гаусдорфові простори є регулярними.
- Кожен цілком регулярний простір є регулярним але існують регулярні простори, які не є цілком регулярними. Наприклад розглянемо підмножину {\displaystyle M=:\{(x,y)\in {\mathbb {R} }^{2}:y\geqslant 0\}\cup \{(0,-1)\}} двовимірної площини. На множині {\displaystyle M} введемо топологію {\displaystyle \tau } за допомогою бази околів {\displaystyle {\mathcal {B}}(x,y)} для точок {\displaystyle (x,y)\in M{:}}
  - якщо {\displaystyle y>0,} то {\displaystyle {\mathcal {B}}(x,y)=\{\{(x,y)\}\},}
  - якщо {\displaystyle y=0,} то {\displaystyle {\mathcal {B}}(x,y)} складається із всіх множин виду {\displaystyle \{(x,v)\in {\mathbb {R} }^{2}:0\leqslant v\leqslant 2\ \}\cup \{(x+v,v)\in {\mathbb {R} }^{2}:0\leqslant v\leqslant 2\}\setminus B,} де {\displaystyle B} є скінченною множиною,
  - {\displaystyle {\mathcal {B}}(0,-1)=\{U_{i}:i=1,2,3,\dots \},} де {\displaystyle U_{i}=\{(0,-1)\}\cup \{(u,v)\in {\mathbb {R} }^{2}:i\leqslant u\}.}

Тоді {\displaystyle (M,\tau )} є регулярним але не цілком регулярним простором.
- Існують простори {\displaystyle T_{2}} які не є просторами {\displaystyle T_{3}.} Розглянемо наприклад множину {\displaystyle X=[0,1]} з топологією {\displaystyle \tau } отриманою доповненням звичайної топології на {\displaystyle [0,1]} множиною {\displaystyle [0,1]\setminus \{{\tfrac {1}{n}}:n=2,3,4\ldots \}.} Тоді {\displaystyle (X,\tau )} є гаусдорфовим простором оскільки {\displaystyle X=[0,1]} із звичайною топологією є гаусдорфовим, а топологічний простір із сильнішою топологією є гаусдорфовим, якщо таким є простір із слабшою топологією. Натомість {\displaystyle (X,\tau )} не є регулярним простором. Справді, {\displaystyle \{{\tfrac {1}{n}}:n=2,3,4\ldots \}} є замкнутою множииною (оскільки за побудовою, її доповнення є відкритою множиною) і її не можна відділити від точки {\displaystyle \{0\}} за допомогою відкритих множин, що не перетинаються.
- Іншим прикладом гаусдорфового простору, що не є простором {\displaystyle T_{3}} є простір із топологією ірраціонального схилу. Цей простір також є прикладом напіврегулярного простору, що не є регулярним.
- Натомість простір {\displaystyle X=\{0,1,2,3\}} із топологією {\displaystyle \tau ={\big \{}\varnothing ,\{0,1\},\{2,3\},X{\big \}}\;} є регулярним але не гаусдорфовим.

## Властивості
- Топологічний простір {\displaystyle X} є регулярним тоді і тільки тоді, коли виконується якась із еквівалентних умов:

1. Для кожної компактної множини {\displaystyle A} і замкнутої множини {\displaystyle B} перетин яких є порожньою множиною існують відкриті множини {\displaystyle O_{A},O_{B},} що не перетинаються між собою і для яких {\displaystyle A\subset O_{A}} і {\displaystyle B\subset O_{B}.}
2. для кожної точки {\displaystyle x\in X} і його відкритого околу {\displaystyle V} (тобто {\displaystyle x\in V\subseteq X}) існує окіл {\displaystyle U} точки {\displaystyle x} замикання якого є підмножиною {\displaystyle V} (тобто {\displaystyle x\in U\subseteq \mathrm {cl} (U)\subseteq V}).
3. Кожна замкнута множина {\displaystyle V} є рівною перетину усіх своїх замкнутих околів (окіл має містити відкриту множину, що містить {\displaystyle V}, тому {\displaystyle V} не є своїм околом).
4. Для кожної множини {\displaystyle A} і відкритої множини {\displaystyle B} перетин яких є непорожнім існує відкрита множина {\displaystyle O} для якої {\displaystyle A\cap O\neq \emptyset } і {\displaystyle {\bar {O}}\subset B.}
5. Для кожної непорожньої множини {\displaystyle A} і замкнутої множини {\displaystyle B} перетин яких є порожньою множиною існують відкриті множини {\displaystyle O_{A},O_{B}} для яких {\displaystyle A\cap O_{A}\neq \emptyset } і {\displaystyle B\subset O_{B}.}
6. Кожна база топології є регулярною, тобто для кожної множини {\displaystyle B} із бази і точки {\displaystyle x\in B} існує відкрита множина {\displaystyle O_{x}} для якої {\displaystyle x\in O_{x}\subset {\bar {O}}_{x}\subset B.}

- Кожен регулярний топологічний простір {\displaystyle X} який є зліченним або задовольняє другу аксіому зліченності є нормальним простором.
- Підмножина регулярного простору (чи простору {\displaystyle T_{3}}) із індукованою топологією є регулярним простором (простором {\displaystyle T_{3}}).
- Прямий добуток регулярних просторів (чи просторів {\displaystyle T_{3}}) із топологією добутку є регулярним простором (простором {\displaystyle T_{3}}).